# Yoichi Kamimaru
Yoichi Kamimaru (født 30. juni 1984) er en tidligere japansk fodboldspiller.
Han har spillet for flere forskellige klubber i sin karriere, herunder Ehime FC.